# Шененберг-Кюбельберг
Шененберг-Кюбельберг (нім. Schönenberg-Kübelberg) — громада в Німеччині, розташована в землі Рейнланд-Пфальц. Входить до складу району Кузель. Центр об'єднання громад Шененберг-Кюбельберг.
Площа — 18,68 км2. Населення становить 5557 ос. (станом на 31 грудня 2020).

## Галерея

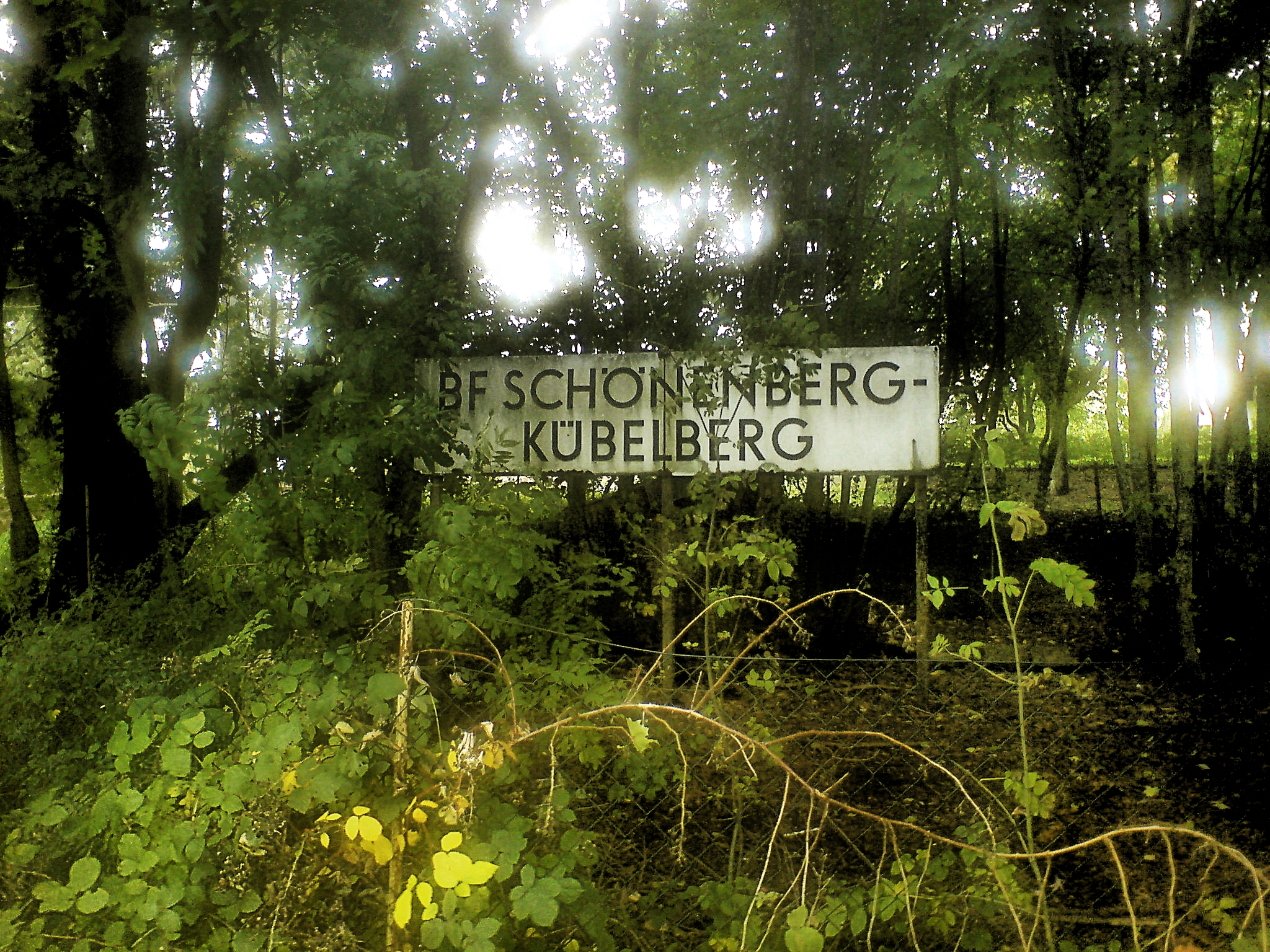